# Djebel Mtourzgane
 (septembre 2014).
Si vous disposez d'ouvrages ou d'articles de référence ou si vous connaissez des sites web de qualité traitant du thème abordé ici, merci de compléter l'article en donnant les références utiles à sa vérifiabilité et en les liant à la section « Notes et références ».
Le djebel Mtourzgane est une montagne du Moyen Atlas avec une altitude de 1 627 m, situé dans la province de Khénifra dans la région de Béni Mellal-Khénifra.